# Прибудки
Прибудки (Пшибудкі, пол. Przybudki) — село в Польщі, у гміні Нарва Гайнівського повіту Підляського воєводства. Населення — 80 осіб (2011).

## Назва
Назва Прибудки походить від розташування при будках стражників, які охороняли пущі.

## Історія
Вперше згадується в XVIII столітті як село з фільварком.
У 1975—1998 роках село належало до Білостоцького воєводства.

## Демографія
Демографічна структура станом на 31 березня 2011 року:
|          | Загалом | Допрацездатний вік | Працездатний вік | Постпрацездатний вік |
| -------- | ------- | ------------------ | ---------------- | -------------------- |
| Чоловіки | 44      | 6                  | 29               | 9                    |
| Жінки    | 36      | 4                  | 15               | 17                   |
| Разом    | 80      | 10                 | 44               | 26                   |